# Marsicovetere
Marsicovetere (o Marsico Vetere, IPA: [ˈmarsiko ˈvɛtere], Marsëcuvètrë in dialetto lucano centrale) è un comune italiano di 5 681 abitanti della provincia di Potenza in Basilicata. È composto dal centro storico, posto su un'altura e ricadente all'interno del parco nazionale dell'Appennino Lucano, e dalle zone decentrate di Villa d'Agri e Barricelle, che si trovano invece in area pianeggiante.

## Geografia fisica

### Territorio
(Antonio Lotierzo in Marsicovetere)

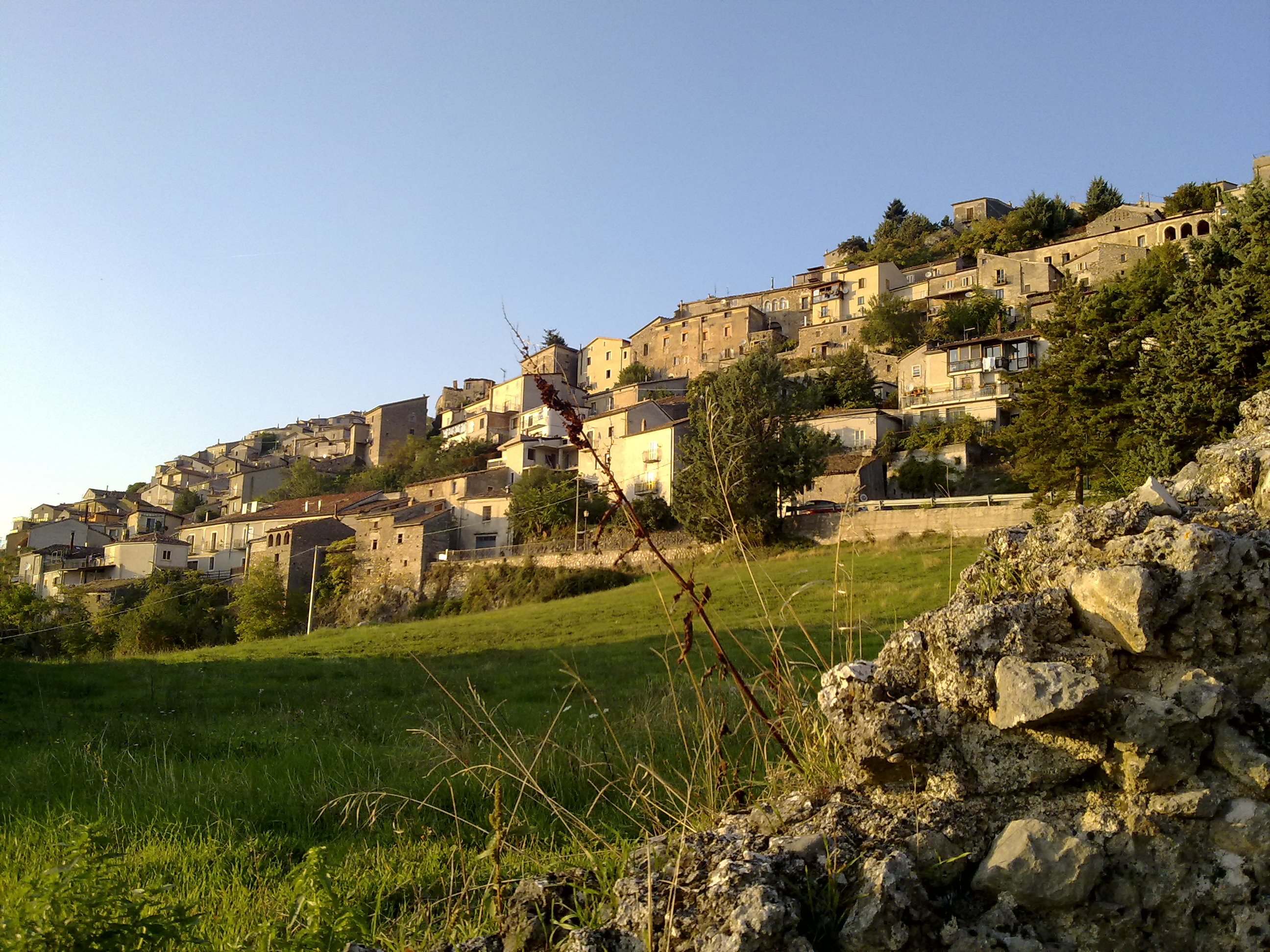
Il centro storico dal vecchio selciato che porta a Valle.

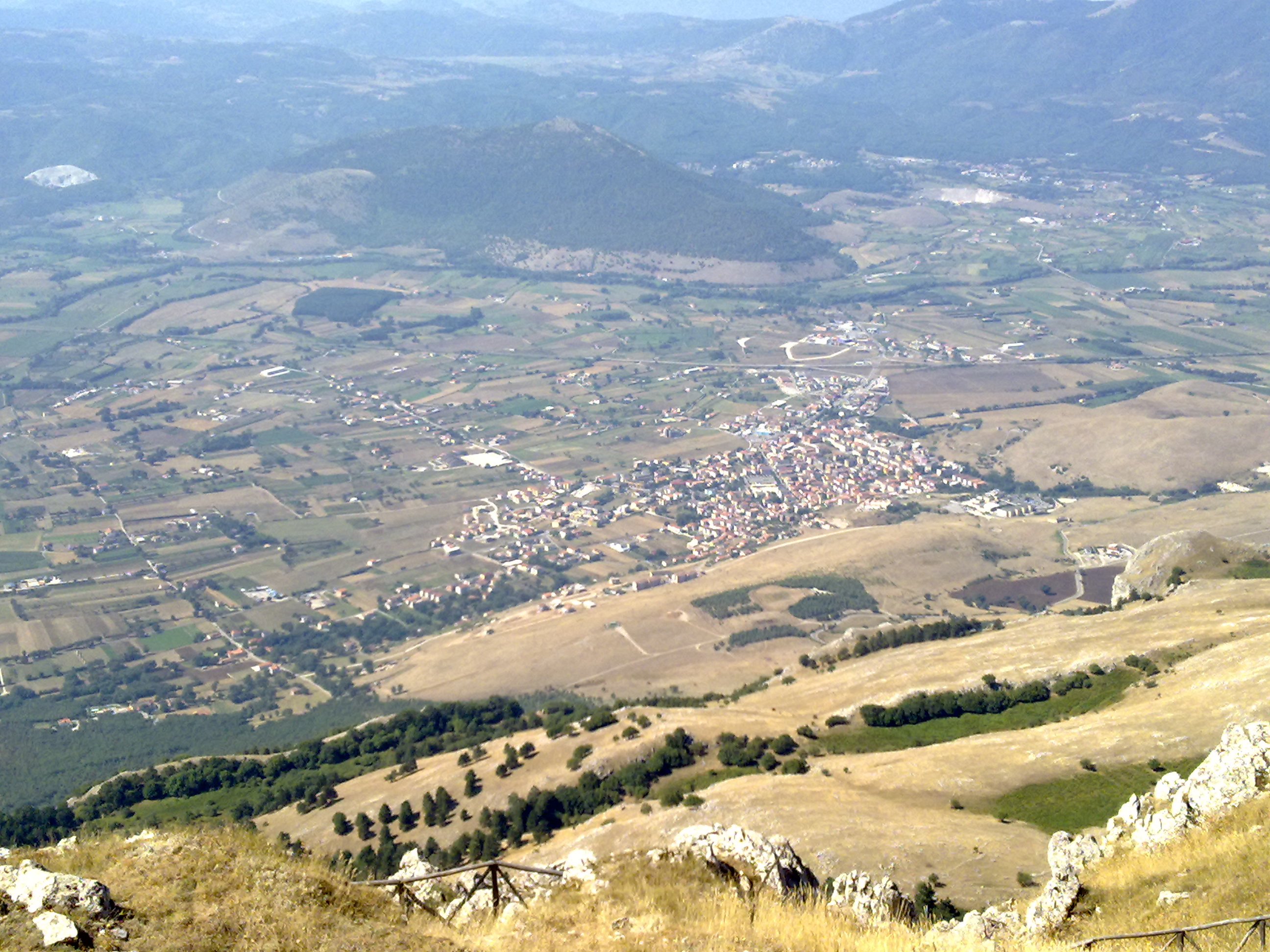
Villa d'Agri dall'alto.

Il territorio Marsicoveterese, avente una superficie di 37,82 km² con una densità di 144,05 abitanti/km², confina a nord con il comune di Calvello (19 km), a est con il comune di Viggiano (12 km), a sud, in corrispondenza del fiume Agri, con i comuni di Grumento Nova (18 km) e Tramutola (11 km), e ad ovest con i territori di Paterno (10 km) e Marsico Nuovo (15 km).
Il centro storico è posto a circa 970 m s.l.m., Villa d'Agri e Barricelle a circa 600 metri. Il punto più alto è la vetta del Monte Volturino (1835 m s.l.m.), quello più basso in prossimità del fiume Agri (586 m s.l.m.).

### Clima
La stazione meteorologica più affine per altitudine e vicinanza è quella di Stigliano. Secondo i dati medi del trentennio 1961-1990, la temperatura media del mese più freddo, gennaio, si attesta a +3,4 °C, mentre quella del mese più caldo, agosto, è di +22,2 °C.
| Marsicovetere      | Mesi | Mesi | Mesi | Mesi | Mesi | Mesi | Mesi | Mesi | Mesi | Mesi | Mesi | Mesi | Stagioni | Stagioni | Stagioni | Stagioni | Anno |
| Marsicovetere      | Gen  | Feb  | Mar  | Apr  | Mag  | Giu  | Lug  | Ago  | Set  | Ott  | Nov  | Dic  | Inv      | Pri      | Est      | Aut      | Anno |
| ------------------ | ---- | ---- | ---- | ---- | ---- | ---- | ---- | ---- | ---- | ---- | ---- | ---- | -------- | -------- | -------- | -------- | ---- |
| T. max. media (°C) | 6,1  | 7,2  | 9,8  | 13,3 | 18,7 | 23,4 | 27,0 | 27,5 | 23,1 | 16,8 | 12,0 | 8,4  | 7,2      | 13,9     | 26,0     | 17,3     | 16,1 |
| T. min. media (°C) | 0,7  | 0,7  | 2,6  | 5,6  | 10,2 | 13,9 | 16,7 | 17,0 | 13,9 | 9,5  | 5,9  | 2,6  | 1,3      | 6,1      | 15,9     | 9,8      | 8,3  |

## Origini del nome
Il nome presenta un’origine incerta, con diverse ipotesi che ne spiegherebbero la derivazione, strettamente connesse alla teoria della nascita dell’insediamento nel IX-X secolo, nel periodo di riconquista bizantina dell’Italia meridionale operata da Niceforo Foca, quando la città romana di Grumentum era già in abbandono.
Pertanto, il toponimo potrebbe risalire dal termine greco-bizantino Martzikon (Μαρτζίκον) o Martzion (Μάρτζιον), con il suffisso -ikon, tipico dei toponimi militari e amministrativi dell’Impero bizantino, spesso utilizzato per indicare insediamenti fortificati o strategici. Questa ipotesi è coerente con il contesto storico del IX-X secolo, quando i Bizantini stabilirono nuove fortificazioni per difendere i territori riconquistati dai Longobardi, e con l’uso frequente di suffissi simili nei toponimi dell’Italia meridionale legati al dominio bizantino.
Un'altra ipotesi lega il toponimo al vocabolo tardo latino marsicum, che a sua volta si ricondurrebbe al longobardo marsik, indicando un luogo paludoso o acquitrinoso. Questa spiegazione si collega alle caratteristiche geografiche della Val d'Agri nell’Alto Medioevo, che presentava zone con ristagni d’acqua o terreni umidi, derivati dalle piene del fiume Agri e dalla conformazione della valle stessa. Tale etimologia rifletterebbe quindi una denominazione descrittiva basata sulla caratteristica ambientale del territorio circostante in quell’epoca.
Un’ulteriore teoria collega l’origine del nome al ver sacrum, rituale che avrebbe condotto un gruppo di Marsi ad insediarsi in area lucana . Diffusa dai topografi del XVIII secolo, l’ipotesi è stata respinta dal Racioppi, evidenziando l’incongruenza cronologica e la mancanza di prove storiche, linguistiche e archeologiche.
La specificazione Vetere,dal latino Vetus, che distingue Marsicovetere dalla vicina Marsico Nuovo, non si riferisce necessariamente a insediamenti di epoche differenti, ma rifletterebbe il confine in movimento tra le aree sotto il controllo bizantino e longobardo. Questa distinzione rispecchia quindi un’evoluzione geopolitica e militare della regione, legata alla competizione per il controllo del territorio durante l’Alto Medioevo.

## Storia
(Francesco Sacco, su Marsicovetere, in Dizionario storico del Regno di Napoli, 1796)
Marsicovetere si trova in un’area abitata fin dall’antichità, come dimostrano i reperti archeologici rinvenuti nella zona, che attestano la presenza di insediamenti di epoca preromana e romana. Lo storico romano Strabone menzionò una località chiamata Vertina, la cui identificazione con il territorio di Marsicovetere fu proposta per la prima volta dal Pacichelli nel XVII secolo. Questa ipotesi si basava principalmente sull’affinità verbale tra Vetere e Vertina, un criterio ritenuto debole e infondato dal Racioppi, che confutò tale teoria in mancanza di riscontri storici, lasciando la collocazione di Vertina del tutto ipotetica.
Alle pendici dell’attuale abitato, in prossimità della Via Herculia, la potente famiglia romana dei Bruttii Praesentes edificò la Villa romana di Marsicovetere, estesa per oltre 1.700 m². Nel II secolo la villa divenne residenza dell’imperatrice Bruzia Crispina, moglie dell’imperatore Commodo. Essa sorgeva in una posizione strategica, all’incrocio tra la via Herculia e due tracciati trasversali: un percorso di collegamento con la via Popilia e un aspro diverticolo che risaliva il corso del torrente Molinara in direzione di Anxia.
Dopo la caduta in disgrazia e la successiva esecuzione di Bruzia Crispina, la villa passò sotto la gestione di procuratores imperiali, incaricati dell’amministrazione dei beni appartenenti al patrimonio. Rimase in uso fino al VII secolo, assumendo un ruolo centrale nella gestione delle risorse agricole e nel controllo della rete viaria locale. Questa funzione rifletteva l’importanza della regione nella struttura amministrativa e viaria dell’Impero romano, consolidando il ruolo dell’attuale Marsicovetere come centro strategico in epoca classica e tardo-antica.
La crisi del VI-VII secolo, dovuta prima alle guerre gotiche con la diffusione della peste di Giustiniano e poi all’invasione longobarda, comportò l’abbandono dei siti di pianura a favore di insediamenti più sicuri localizzati a quota più elevata. Ciò determinò il popolamento del sito della Civita, anche detto Tempa di San Nicola, un insediamento fortificato già abitato in epoche precedenti.
Qui è attestata anche la presenza di un edificio religioso, probabilmente sorto sulle vestigia di un luogo di culto più antico, menzionato ancora nel XVII secolo come Santa Maria La Civita, ma che al tempo potrebbe essere stato dedicato a San Nicola di Bari, il cui culto si diffuse a partire dall’VIII secolo.
Proprio in questo periodo l’area della Val d'Agri, ancora soggetta ai Longobardi, venne raggiunta da comunità monastiche in fuga dalla persecuzione iconoclastica in atto nell’Impero bizantino. Nel territorio di Marsicovetere si conserva un chiaro riferimento a tale fenomeno nell’onomastica dell’area detta la Laura, dal greco Λαύρα, localizzata a monte dell’attuale abitato. Si tratta di un sito che probabilmente ospitava una piccola comunità monastica, rifugiatasi in un agglomerato di grotte ancora oggi ben visibili.
Con l'avvento dei Normanni il borgo fu fortificato con castello e mura. Nel maggio 1151 la presenza del castello e del borgo circostante è attestata in un atto di donazione di « [...] Alexander Marsici Veteris dominus...», il quale concedeva il Monasterium Sancti Iohannis, in località Valloni, alla Badia di Cava. La particolarità di tale documento è legata all'onomastica del luogo, permettendo di affermare che nel XII secolo l'insediamento portava già questo nome. Nel Catalogus baronum del 1152 Marsicovetere rientrava nella Contea di Gravina e il predetto Alessandro è menzionato come possessore del castello di Marsicovetere, a servizio del conte Gilberto (cugino spagnolo della regina Margherita di Navarra). Successore di Alessandro fu il fratello Bartolomeo, citato in un atto di donazione del 1188, con il quale concesse la Ecclesiam Sanctae Mariae, in località Molinara, alla Badia di Santo Stefano di Marsiconuovo.
Nel successivo periodo svevo, a seguito dell’esilio impartito al Conte Gilberto nel 1169, si suppone che il castello di Marsicovetere fosse transitato dalla Contea di Gravina alla Contea di Marsiconuovo, presumibilmente per ragioni di contiguità territoriale e per afferenza alla medesima Diocesi. Se ne avrebbe testimonianza in epoca successiva, dai Registri della Cancelleria Angioina, nei quali si menziona Ruggiero Sanseverino, Conte di Marsico, come possessore di Marsicovetere prima del 1269. Pertanto, a seguito della Congiura dei Baroni, Marsicovetere avrebbe seguito la vicenda della Contea di Marsico, confiscata ai Sanseverino e concessa prima ad Enrico di Spernaia (1256), poi a Riccardo Filangieri (1260 circa), per poi essere restituita al succitato Ruggiero Sanseverino con l’avvento degli Angioini (1266).
Nel 1334 Marsicovetere fu rifugio di Angelo Clareno, punto di riferimento dei Francescani spirituali, ricercato dall'Inquisizione e già scomunicato dal 1317. Qui, nel convento di Santa Maria di Loreto, in località Santa Maria dell'Aspro, introdusse l'ordine dei Fraticelli e produsse un'effervescenza religiosa fondata su una spiritualità che predicava il rinnovamento della vita in attesa dell'apocalisse (compiendo, secondo alcune fonti, anche alcuni miracoli). Clareno morì il 15 giugno 1337 e la sua tomba divenne metà di frequenti pellegrinaggi.
Ben altra importanza assunse Marsicovetere nell'età moderna, infatti re Ferdinando I di Napoli donò, nel 1468, Marsicovetere ad Ettore Caracciolo Pisquizi (patrizio napoletano e fratello di Sergianni Caracciolo, primo ministro al tempo di Giovanna II) con il titolo di Signore.
Il primo a essere insignito del titolo di Principe di Marsicovetere da re Filippo III di Napoli fu Salvatore Caracciolo il 4 giugno 1646. Secondo una descrizione dei beni feudali, effettuata dall'erario Giovanni Masino, i principi possedevano un palazzo in paese, con un giardino (detto il Giardinello) e una cappella intitolata a San Michele, oltre ad un palazzo in campagna con numerosi vigneti intorno.
Grazie alla presenza di una delle famiglie più potenti del regno, Marsicovetere fu protagonista di una grande espansione demografica (toccò la soglia dei 4 000 abitanti a metà del XVI secolo), urbanistica (con l'edificazione del 1639 della Chiesa di San Pietro, oggi dedicata ai Santi Pietro e Paolo) e culturale (vi fu la nascita di un ceto borghese professionistico e proprietario terriero). I Caracciolo sovvenzionarono a Marsicovetere anche l'educazione per i poveri, come da testamento del principe Nicola Caracciolo, nel 1777. Vi fu nella storia feudale di Marsicovetere una breve parentesi dei di Palma nel 1627, ma i Caracciolo lo riacquistarono immediatamente.
Tra il 1647 e il 1648 Marsicovetere fu coinvolta nei movimenti antifeudali scaturiti nel Regno dopo la rivolta napoletana di Masaniello. Nell'autunno del 1647, data l'assenza del Principe Salvatore Caracciolo, il popolo si ribellò, per opera di Matteo Cristiano da Castelgrande il quale era in avanzata verso Rocca Imperiale. Nel dicembre 1647, Francesco Caracciolo, Duca di Martina e Preside di Basilicata, insieme con il Principe Salvatore Caracciolo, alla testa di 100 soldati, partì da Buccino alla volta di Marsicovetere, attraversando per 60 miglia gli innevati monti lucani con l'intento di stabilirvi un centro contro-rivoluzionario. Non essendo al corrente della rivolta del popolo, una volta giunto vi trovò Ippolito da Pastena e suo fratello Vincenzo alla testa di 400 rivoluzionari, i quali erano in procinto di avanzare verso Melfi. Il 23 dicembre il Duca di Martina fu sbaragliato e costretto a ripiegare di 50 miglia verso Picerno. 
La vittoria dei rivoluzionari a Marsicovetere fu fondamentale per bloccare l'avanzata delle forze baronali verso i feudi del Metapontino (a sud) e verso i feudi pugliesi (a nord) permettendo l'unione delle truppe di Matteo Cristiano con quelle di Francesco Salazar, Conte di Vaglio, e di Giovanni Grillo, Marchese di Montescaglioso, per le successive conquiste di Matera e Altamura. 
Il 16 marzo 1648 le forze baronali ripresero Matera e in poche settimane il potere feudale fu ristabilito in tutta la Basilicata. Il Principe Salvatore Caracciolo rientrò in possesso di Marsicovetere nell'aprile del 1647.
I Caracciolo mantennero il feudo sino al 1777, quando i principi Nicola e Antonio lo vendettero al marsicoveterese Bernardo Brussone per 34 000 ducati. Nel 1778 le altre famiglie borghesi, impaurite dall'incombenza dei Brussone, proclamarono Marsicovetere Terra Regia, chiedendo al sovrano di riconoscere Marsicovetere quale appartenente al Regio Demanio. Il 26 giugno 1782 la Regia Camera assecondò la richiesta, con il benestare di re Ferdinando IV di Borbone.
Il paese fu poi gravemente danneggiato dal violentissimo terremoto del 1857 che provocò ingenti danni soprattutto agli edifici di culto (la chiesa madre, le cappelle rionali e gentilizie, il convento di Santa Maria di Costantinopoli, il convento di Santa Maria di Loreto). Questo avvenimento segnò per Marsicovetere l'inizio della crisi di fine Ottocento, scortata da una ricostruzione difficile e in parte ancora non conclusa (molti edifici di culto non furono più ricostruiti), che produsse una massiccia emigrazione verso le Americhe.
Nel 1861 Marsicovetere fu annessa al Regno d'Italia, nonostante i conflitti tra i briganti, guidati dal temibile capobanda Angelantonio Masini, e le forze sabaude.
La crisi durò sino agli anni cinquanta, quando iniziò lo sviluppo dell'antica frazione di Pedali, che cambiò il nome in Villa d'Agri di Marsicovetere con delibera municipale nº 4 del 18 gennaio 1955 e conseguente Decreto del Presidente della Repubblica del 13 gennaio 1957, n. 97 (si parlò addirittura di chiamarla Colombia o Columbus, in onore dell'On. Emilio Colombo.). L'inizio dello sviluppo della frazione partì con l'istituzione del Consorzio di Bonifica dell'Alto Agri, che aveva come commissario il conte Prof. Zecchettin. Tramite l'azione del Consorzio furono realizzate strade carrabili, si incrementò la costruzione di acquedotti rurali e si provvide alla regimazione del fiume Agri. Da tale data il comune ha subito profondi cambiamenti con lo sviluppo delle imprese e del terziario. Villa d'Agri rappresenta oggi il cuore pulsante della Val d'Agri e tiene in vita Marsicovetere e la sua storia millenaria.

### Cronotassi dei Caracciolo di Marsicovetere, Signori (1468), Baroni (1587) e Principi (1646)
- Ettore Caracciolo (+ 1498), patrizio napoletano, Signore di Marsicovetere dal 1468 al 1498;
- Giovanni Caracciolo (+ 1514), patrizio napoletano, Signore di Marsicovetere dal 1498 al 1514;
- Ettore Caracciolo II (+ 8-11-1528), patrizio napoletano, Signore di Marsicovetere dal 1514 al 1528;
- Giovanni Caracciolo II (+ 19-1-1587), patrizio napoletano, Signore di Marsicovetere dal 1528 al 1587;
- Ettore Caracciolo III (+ 6-5-1593), patrizio napoletano, Signore e barone di Marsicovetere dal 1587 al 1593;
- Francesco Caracciolo (* 1576 ca. + post 1626), patrizio napoletano, Signore e barone di Marsicovetere dal 1593 al 1626;
- Orazio Caracciolo (* 1590 ca. + ?), patrizio napoletano, Signore e barone di Marsicovetere dal 1626 al 1646, dopo Gonsalvo di Palma d'Artois, Signore e barone di Marsicovetere nel 1626;
- Don Salvatore Caracciolo (* 9-1-1627 + 6-4-1668), I Principe di Marsicovetere dal 4 giugno 1646 al 1668, patrizio napoletano;
- Don Orazio Caracciolo (* 1651 ca. + 31-8-1681) II Principe di Marsicovetere dal 1668 al 1681, patrizio napoletano;
- Don Giambattista Caracciolo (* 1653/1654 ca. + Napoli 4-6-1725), III Principe di Marsicovetere dal 1681 al 1725, patrizio napoletano;
- Don Domenico Caracciolo (* 1696 + 16-3-1761), IV Principe di Marsicovetere dal 1725 al 1761, patrizio napoletano;
- Don Nicola (o Niccolò) Caracciolo (* 1697 + 4-1-1778), V Principe di Marsicovetere dal 1761 al 4 gennaio 1778, patrizio napoletano, sposato con Donna Laura Caracciolo;
- Don Antonio Caracciolo (* 1701 + 8-1-1778), VI Principe di Marsicovetere dal 4 all'8 gennaio 1778, patrizio napoletano.

## Monumenti e luoghi d'interesse

### Architetture religiose

#### Chiesa madre dei Santi Pietro e Paolo

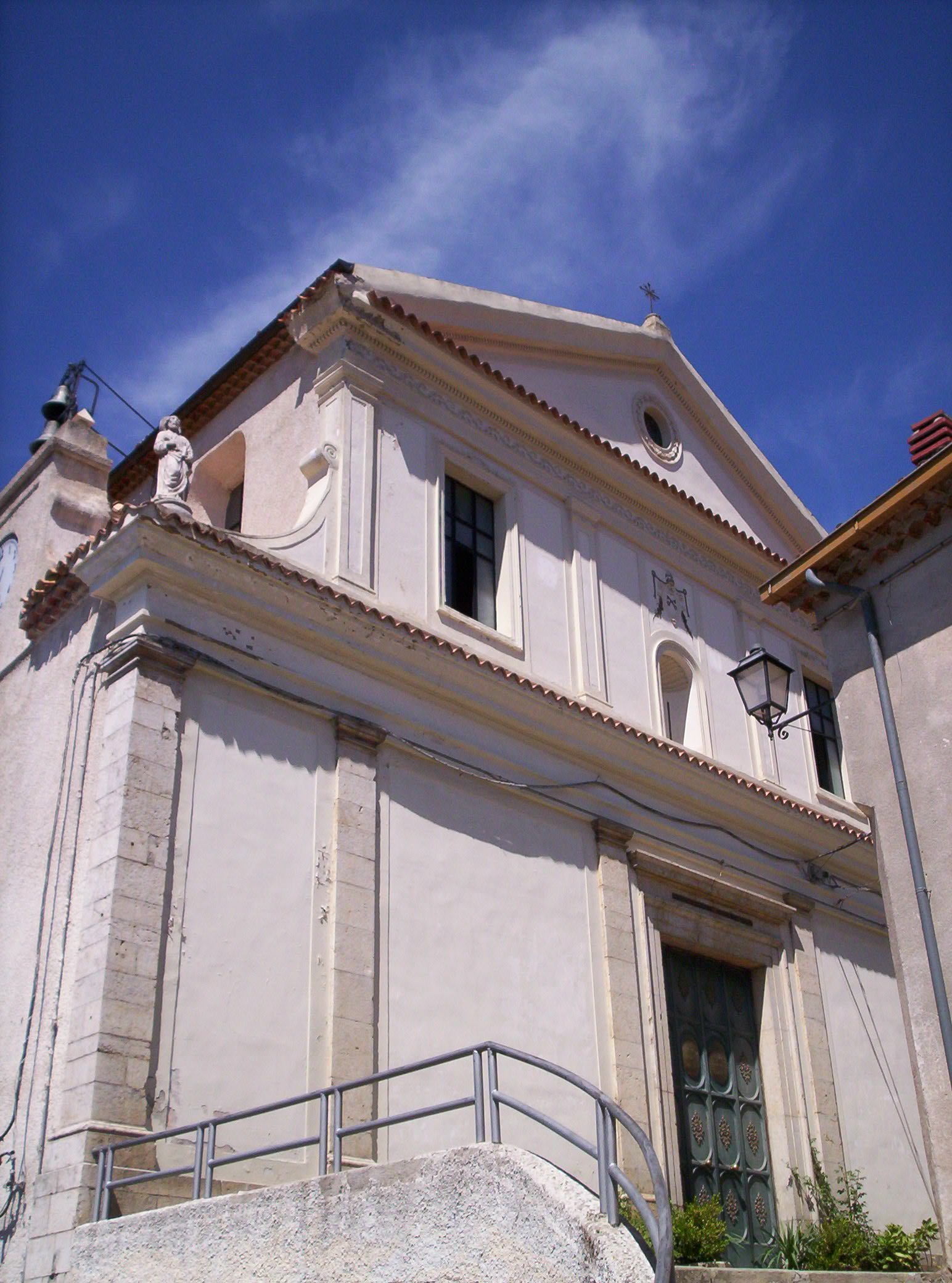
Facciata esterna della chiesa madre

La chiesa madre dedicata ai Santi Pietro e Paolo è stata completata nel 1639 ed è stata successivamente oggetto di due importanti restauri dopo i terremoti del 1857 e del 1980. La forma architettonica è ascrivibile al primo periodo del Barocco Napoletano. La pianta è a croce latina e a singola navata con otto cappelle per ogni lato; il transetto, poco sporgente, è contenuto nel corpo longitudinale della chiesa, la quale si chiude con un'abside poligonale. La facciata è divisa da due ordini di lesene che si concludono con due trabeazioni aggettanti: quella inferiore, di maggiore lunghezza, è sormontata alle estremità da una coppia di volute capovolte e di sculture in gesso (raffiguranti i Santi Pietro e Paolo); quella superiore termina con il timpano. La continuità della superficie di facciata è interrotta dall'ingresso e dalle aperture vetrate, quadrangolari, e dalla nicchia centrale (un tempo sede della cosiddetta Madonna lignea). Fino alla metà del XX secolo il campanile terminava con una volta a padiglione (comunemente detta "la cupola") che venne maldestramente demolita per timore di un crollo; l'odierno campanile termina invece con una cuspide ottagonale. 
L'interno è caratterizzato da due ordini sovrapposti di lesene ioniche che inquadrano gli archi d'accesso alle cappelle laterali e le aperture vetrate superiori; l'arco trionfale tra navata e transetto è oggi sostituito da una semplice trabeazione, in seguito al crollo del 1857, mentre permane quello tra transetto ed abside. La pavimentazione è in piastre di cotto e il soffitto è scandito da fasce trasversali, incorniciate e di differente cromìa.

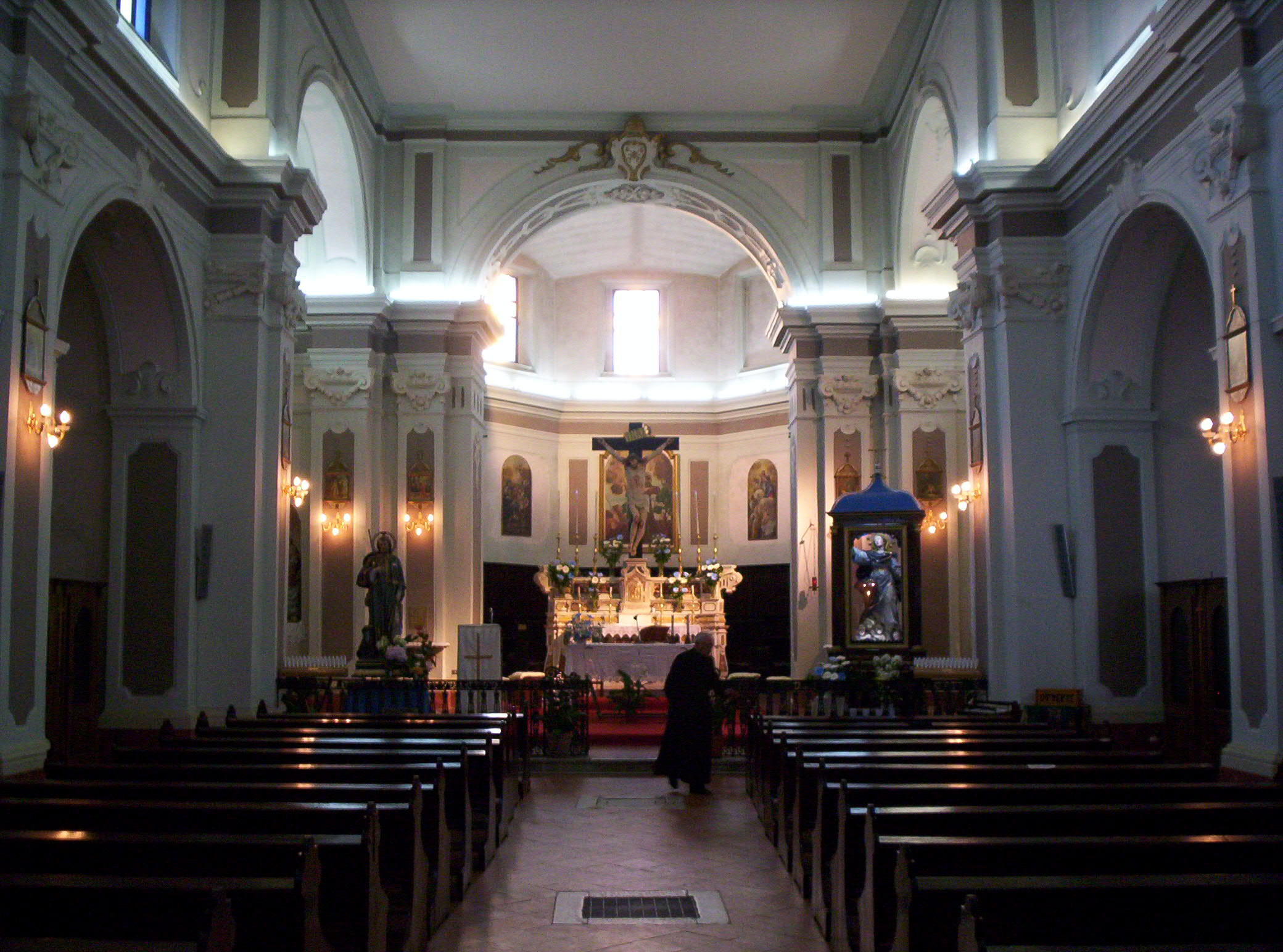
Interno della chiesa madre.

La decorazione interna è semplice nelle modanature in stucco e nell'assenza di ornamenti policromi, persi a causa del terremoto. Gli altari seguono le linee curve della nascente poetica barocca ed inquadrano dipinti di scuola napoletana del XVIII secolo (i più rilevanti raffiguranti San Giovanni Battista, San Bernardino e l'Incoronazione di Maria) e sei effigi scultoree di differente periodo e natura, tra cui:
- una Madonna con Bambino, del XIV secolo, detta Madonna lignea e ribattezzata Madonna del Giubileo A.D. 2000, opera di scuola angioina, « [...] quasi desunta da un avorio francese nella nobiltà del volto angioino...»[26]
- una Madonna Assunta, intitolata del Volturino, del XVIII secolo, che, frontalmente in piedi su una nuvola e circondata da teste alate di cherubini, è in atteggiamento di estasi, con il ginocchio destro poggiato sulla parte più alta delle nuvole, con le braccia aperte e con lo sguardo rivolto verso l'alto; veste una tunica gialla, su cui scorre un'altra veste trapuntata di fiori e con una cintura alla vita, completata da un manto azzurro e un velo color ocra;
- una Madonna del Rosario, del XVIII secolo, che veste un reale manto a motivi floreali, intessuto in parte con fili d'oro.

La chiesa possiede, inoltre, un fonte battesimale del XVI secolo, sostenuto da leoni in pietra, e un coro ligneo nella zona absidale, databile al XVIII secolo, e restaurato nel 1999. La porta d'ingresso in bronzo fu donata nel 1893 dalla colonia marsicoveterese di Filadelfia.

#### Chiesa della Beata Vergine Addolorata

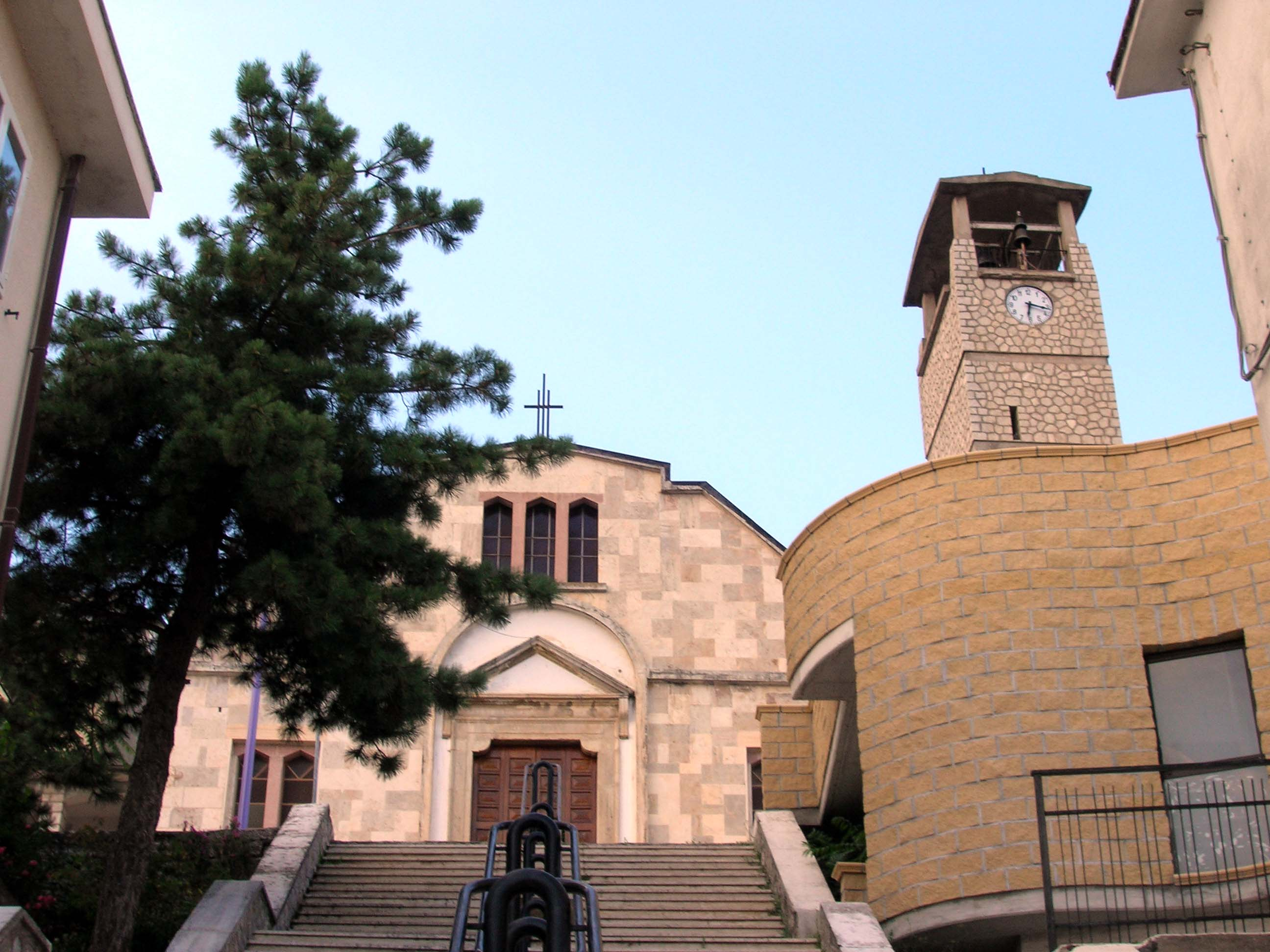
Chiesa della Beata Vergine Addolorata.

La chiesa della Beata Vergine Addolorata viene eretta tra il 1949 e il 1958 con la conseguente istituzione dell'omonima parrocchia che il 1º marzo 1958 si stacca dalla storica SS. Apostoli Pietro e Paolo del centro storico. La chiesa segue le linee del razionalismo italiano degli anni cinquanta ed è abbellita dal portale in pietra cinquecentesco che apparteneva al monastero di Santa Maria di Costantinopoli. All'interno è custodita una tela del 1821 raffigurante l'Annunciazione dell’artista Feliciano Mangieri, originariamente posta nel palazzo Tranchitella del centro storico.

#### Santuario della Madonna del Volturino

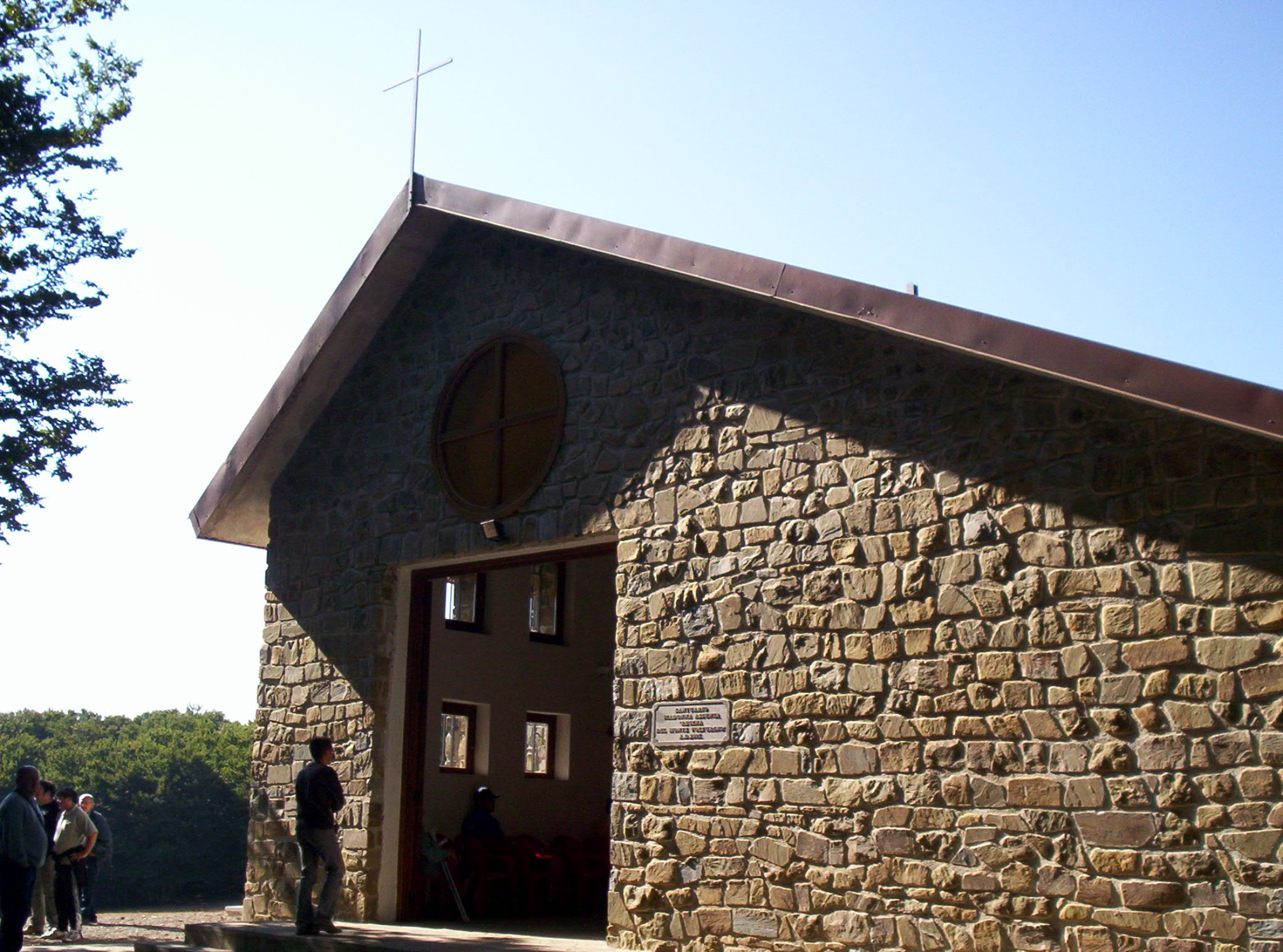
Santuario della Madonna del Volturino.

Il nuovo santuario della Madonna Assunta è stato consacrato nel 2008, tre anni dopo la posa della prima pietra. Il Santuario è sede del simulacro della Madonna Assunta dall'ultima domenica di maggio al 15 agosto di ogni anno. L'esterno è completamente rivestito in pietra di Gorgoglione mentre l'interno è caratterizzato dal contrasto tra le due pareti longitudinali della navata: una semplicemente intonacata e scandita dalle vetrate e l'altra completamente rivestita in pietra e interrotta da un portale del Seicento che è d'accesso alla sagrestia. All'esterno del santuario vi è un altare posto sulla sommità di un declivio dove avvengono le celebrazioni all'arrivo e alla partenza della Madonna.

#### I monasteri
Gli unici monasteri rimasti sono quelli di Santa Maria di Costantinopoli, sito ai piedi del centro storico e commissionato dal Principe Ettore Caracciolo nel 1575 al celebre architetto Pignaloso Cafaro, e di Santa Maria dell'Aspro, del Trecento, dove visse gli ultimi anni della sua vita Angelo Clareno. In epoca bizantina, si insediarono, sulle pendice del monte S. Nicola, i monaci di rito greco che costruirono i monasteri di S. Elia e di S. Giovanni di cui oggi restano pochissime tracce.

#### Altre opere
- la Cappella del Purgatorio, a ridosso della Chiesa Madre, risalente al XVII secolo;
- la Cappella di Sant'Antonio Abate, presso il Palazzo Caracciolo, già esistente nel 1736, come si evince da un inventario dei beni del Principe Domenico Caracciolo, e restaurata nel 1825;
- la Cappella di Sant'Antonio di Padova, in via Pedali le grotte, del 1770;
- la Cappella della Madonna delle Nevi, lungo via Porta Maggiore, del 1830.

### Architetture civili

#### La Villa dell'Imperatrice
La Villa romana di Marsicovetere è una villa rustica scoperta nel 2006 in località Barricelle, abitata dal II secolo a.C. al VII secolo d.C., monumentalizzata in età imperiale allorché fu di proprietà dei Bruttii Praesentes, una famiglia lucana che diede i natali fra gli altri all'imperatrice Bruzia Crispina, moglie di Commodo nel 178.
Si tratta di un sito archeologico i cui primi reperti sono stati rinvenuti nel 2006 nel corso di uno scavo eseguito dall'Eni per la costruzione di un oleodotto. I lavori di scavo sono poi proseguiti a cura della Soprintendenza per i Beni Archeologici della Basilicata. Fino al gennaio 2012 erano stati messi in luce circa 2000 m² di un vasto complesso edilizio corrispondente al modello di villa rustica residenziale e produttiva delineato da Catone e Varrone, ossia al modello di una costruzione comprendente tre aree: nella zona nord-orientale la pars rustica, destinata al personale di servizio; nella zona sud-orientale la pars fructuaria, comprendente gli impianti dedicati alla produzione soprattutto di olio di oliva e tessuti di lana; nella zona occidentale, la pars urbana, molto ampia e riccamente decorata, comprendente le residenze dei proprietari e degli amministratori della tenuta.

#### Il castello

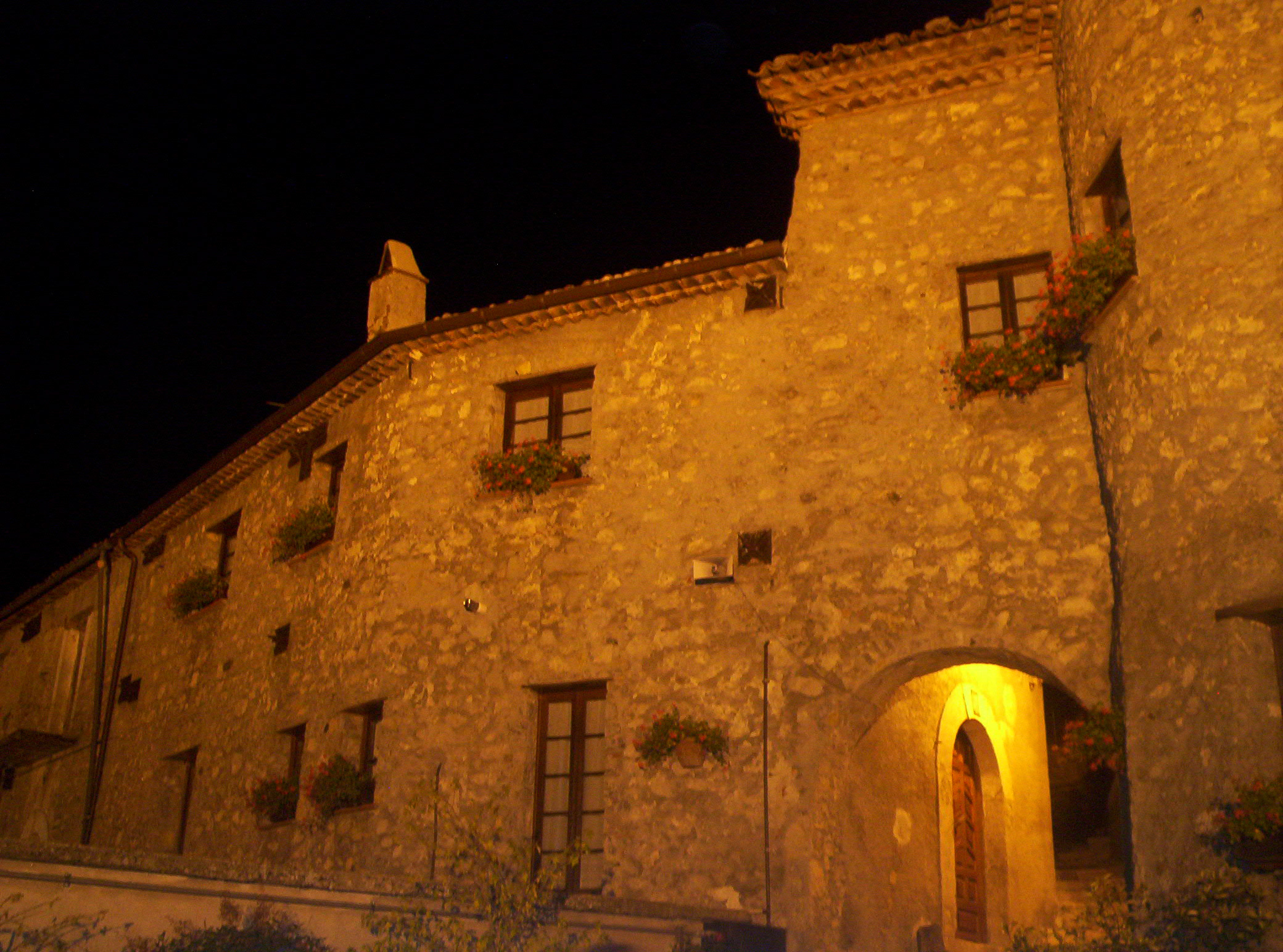
Il castello di notte.

Fino all'età moderna vi era un castello medioevale nella zona più alta dell'abitato, proprio all'estremità di un caratteristico dirupo roccioso. Successivamente, in data ignota, venne abbattuto per far spazio a un mulino a vento. Oggi di tutto ciò rimangono solto parte delle mura, una torre e la porta d'accesso principale. Quest'ultima è percorsa da via Castello, su cui sono visibili tre portali in pietra, rispettivamente del 1731, del 1806 e del 1811.

#### Altre opere
Tra le altre opere antecedenti al XX secolo, si annoverano:
- Palazzo Piccininni, in località Villa d'Agri. Massiccia costruzione con corte interna risalente al XVII secolo che fu residenza di caccia dei Principi Caracciolo.
- Palazzo Piccininni in via Salita Piccininni;
- Palazzo Tranchitella nel rione Santissima Annunziata;
- I palazzi Ziella e Rossi su corso Vittorio Emanuele II.

Tra le altre opere della prima metà del XX secolo, si annoverano:
- il "Monumento ai caduti marsicoveteresi" della Prima Guerra Mondiale, posto al Belvedere di corso Vittorio Emanuele II, opera di Giuseppe Ciocchetti del 1924; si tratta di una scultura a colonna lapidea sulla cui sommità è posta una statua bronzea raffigurante un'aquila dalle ali spiegate che sovrasta una corona di foglie di quercia e ulivo, al di sotto della quale vi è un gladio con la punta rivolta verso il basso; la colonna poggia su un basamento quadrangolare a gradini recante le iscrizioni commemorative e l'elenco dei caduti; il monumento è circondato da una recinzione ai cui angoli interni sono stati posti quattro ordigni bellici inesplosi e sul cancello d'accesso è posta una lastra in bronzo riportante a rilievo il Bollettino della Vittoria. (Recinzione rimossa nel 2020 a seguito di un restauro del monumento);
- la Fontana a Marsicovetere, lungo corso Vittorio Emanuele II, donata da Rocco Antonio Di Gilio, chimico farmacista, rappresentante della Colonia Marsicoveterese di Chicago;
- effigie dell'Annunciazione, nell'omonima piazza lungo Corso Garibaldi. È composta dalla croce in pietra dell'antica cappella abbattuta nel 1965, una targa commemorativa e una raffigurazione sacra;
- i Portici in piazza Zecchettin, riqualificati nel 2009;
- la Villa Comunale Marconi nell'omonima piazza, riqualificata nel 2019.

### Aree naturali

#### Monte Volturino
Il patrimonio ambientale è valorizzato dagli impianti sciistici con pista da sci, lunga all'incirca 2 km, di difficoltà medio/alta, e skilift per principianti (Attualmente fuori uso).
A poca distanza dalla vetta è situato il Santuario della Madonna Assunta.

## Società

### Evoluzione demografica
Abitanti censiti

Marsicovetere negli ultimi cinquanta anni si è affermato come comune capofila della Val d'Agri con una crescita media annua dell'1,25%.

### Lingue e dialetti
Il dialetto di Marsicovetere è inserito nei dialetti della Basilicata centrale, sia pure con peculiarità proprie dovute alla particolare posizione geografica.
Tale tipologia di dialetto lucano include la parte centrale della regione, cioè i comuni dell'alta e media Val d'Agri, del Cavone e del Basento, interessando sia comuni della provincia di Potenza che i comuni montani della provincia di Matera, tra cui Aliano, Craco, Ferrandina, Salandra, Accettura, San Mauro Forte.

### Istituzioni, enti e associazioni
- Comunità montana Alto Agri

## Sport
Nel comune hanno sede diverse società sportive. Per quanto riguarda il calcio, ASD Marsicovetere (Prima Categoria) e ASD Progress Villa d'Agri (giovanissimi); per quanto riguarda la pallavolo, la DMB Villa d'Agri.